# Myotis macropus
Myotis macropus — вид рукокрилих роду Нічниця (Myotis).

## Поширення, поведінка
Проживання: Австралія, Папуа Нова Гвінея. Цей вид відомий від рівня моря до 840 м. Цей вид, як правило, пов'язаний з водно-болотними місцеперебуваннями, такими як лісові струмки, озера і водосховища. Лаштує сідала в печерах, тунелях, шахтах, дуплах дерев, під мостами і в інших подібних місцях.